# 797 Montana
A 797 Montana (ideiglenes jelöléssel 1914 VR) a Naprendszer kisbolygóövében található aszteroida. Holger Thiele fedezte fel 1914. november 17-én.